# صلوات مستجابة (رواية)
صلوات مستجابة هي إحدى روايات الروائية الأمريكية دانيال ستيل (بالإنجليزية Answered Prayers) وهي من الروايات الرومانسية.

## نبذة قصيرة
تدور أحداث الرواية عن زوجة وأم تحقق ما تتمناه في بداية حياتها حيث حظيت بزوج ذو مركز مرموق وابنتان رائعتان، لكنها بعد ان كبرت ابنتاها احست بالفراغ في حياتها حيث كان زوجها يعيش في عالمه الخاص وارادت ان تشغل نفسها بالعودة إلى دراسة القانون لكن فكرتها قوبلت بالاعتراض من زوجها فهل ستستلم؟